# Voyer (Adelsgeschlecht)

Stammwappen: Zwei schreitende und gekrönte goldene Löwen auf blauem Grund, rot bewehrt und gezungt

Die Voyer, später Voyer de Paulmy oder Voyer d’Argenson sind eine heute noch existierende Familie des französischen Adels, die vor allem aus den letzten beiden Jahrhunderten des Ancien Régime bekannt ist.

## Geschichte
Die Voyer stammen aus der Touraine, wo sie sich ihre Filiation seit 1374 nachweisen lässt. Die erste Erwähnung stammt aus 1244 mit Étienne Voyer, dem ersten bekannten Seigneur de Paulmy im heutigen Arrondissement Loches, ein Zusammenhang mit den Voyer des 16. Jahrhunderts ist jedoch nicht belegt.
Die Familie besaß die Herrschaft Argenson (Château d’Argenson in Maillé (Indre-et-Loire)) bei Sainte-Maure-de-Touraine, die im Jahr 1700 von Ludwig XIV. zum Marquisat erhoben wurde. Die bedeutendsten Mitglieder der Familie im 17. und 18. Jahrhundert sind:
- René de Voyer (1596–1651), Seigneur d’Argenson, französischer Diplomat
- René (II.) de Voyer (1623–1700), dessen Sohn, 1. Marquis d’Argenson, französischer Diplomat
- Marc René Voyer d’Argenson (1652–1721), dessen Sohn, Marquis d‘Argenson französischer Staatsmann und Generalleutnant der Polizei
- René Louis Voyer d’Argenson (1694–1757), dessen Sohn, Marquis d’Argenson, französischer Politiker, Diplomat und Literat
- Antoine René Voyer d’Argenson (1722–1787), dessen Sohn, Marquis d’Argenson, französischer Staatskriegsminister
- Marc Pierre Voyer d’Argenson (1696–1764), Sohn von Marc René, französischer Adliger und Politiker
- Marc René Voyer d’Argenson (1722–1782), dessen Sohn, Ritter des Ordens vom Heiligen Geist
- Marc René Voyer d’Argenson (1771–1842), dessen Sohn, französischer Politiker

## Stammliste

### Erste Erwähnungen (13./14. Jahrhundert)
- Étienne Voyer, fl. 1244, Seigneur de Paulmy
- Renaud Voyer, 1285 bezeugt, Seigneur de La Haye et de Passavant
- Renaud de Voyer, 1334 bezeugt, Seigneur de Paulmy
- Guillaume Voyer, 1333 bezeugt

### 14. bis 16. Jahrhundert
1. Philippe Voyer, genannt Philippin, 1374/99 bezeugt, Sire de Paulmy; ⚭ (1) Jeanne de Verneuil; ⚭ (2) Marguerite de Sigoygne
  1. (1) Jean Voyer († vor 26. Februar 1443), Seigneur de Paulmy, 1412 bezeugt; ⚭ 1408 Alice de Cluys, Tochter von Mouton de Cluys, Seigneur de Briantes et d’Issoudun, und Marguerite de Mallevost
    1. Pierre (I.) Voyer († vor 23. Dezember 1483), Seigneur de Paulmy et de La Roche-de-Gennes; ⚭ (Ehevertrag 6. Juli 1434) Marguerite de Bez, Tochter von Pierre, Seigneur de Bez und Marie de Targe
      1. Pierre (II.) Voyer, Seigneur de Paulmy, de La Voyerie, de La Haye et de La Roche-de-Gennes, 1493 bezeugt; ⚭ (Ehevertrag 2. August 1471) Jeanne des Aubuis, Tochter von Sylvain des Aubuis, Seigneur de Talvoye (Nouâtre), und Antoinette
        1. Jean (II.) Voyer († zwischen 24. April 1550 und 10. März 1553), Seigneur de La Roche-de-Gennes, dann Seigneur de Paulmy, de La Voyerie-de La Haye etc.; ⚭ (1) 11. Juni 1499 Louise du Puy, Tochter von Guillaume II. du Puy, Seigneur de Baigneux, und Mathurine Lucas; ⚭ (2) Françoise des Aubuis
          1. Jean (III.) de Voyer (* 1500; † 10. Februar 1571), Seigneur de Paulmy, de La Roche-de-Gennes, Argenson, Ruton, Balesme, La Cormerie et la Voyerie-de-La-Haye, 1569 Vicomte de La Roche-de-Gennes, Ritter der Orden des Königs; ⚭ 9. Oktober 1538 Jeanne Gueffault d’Argenson, Tochter von François Gueffault und Marguerite de Couhé
            1. René de Voyer (* 1539; † 26. April 1586), Vicomte de Paulmy et de La Roche-de-Gennes, Ritter der Orden des Königs, Bailli du Duché de Touraine; ⚭ 19. März 1580 Claude Turpin de Crissé – Nachkommen siehe unten (Die Marquis de Paulmy und Comtes de Dorée)
            2. Pierre Voyer († 22. Dezember 1616), Seigneur de La Ballotière, dann Seigneur d’Argenson, Bailli du Duché de Touraine; ⚭ 14. Februar 1594 Elisabeth Hurault († 30. Mai 1645), Tochter von Jean Hurault, Seigneur de Cheverny, und Catherine Allegrain de Valençay – Nachkommen siehe unten (Die Comtes und Marquis d’Argenson)
            3. Yolande; ⚭ 15. Juni 1563 Pierre Frotier, Seigenuer de La Messelière
            4. Anne († vor 12. Dezember 1586)
            5. Louise; ⚭ Louis Fumée, Seigneur de Bourdelles
            6. Marguerite; ⚭ 2. Februar 1573 Robert Robin, Seigneur de La Tremblaye-Robin

          2. François († vor 1552), Seigneur de La Cormerie
          3. Renée; ⚭ 15. April 1521 Jacques Herpin, Seigneur de Quindray
          4. Anne; ⚭ 6. Mai 1530 François d’Ancellon, Seigneur de Fonbaudry
          5. Catherine; ⚭ 18. Dezember 1536 Isaac de Mons, Seigneur de Saint
          6. Jeanne; ⚭ 28. April 1542 René Persil, Seigneur des Genêts

        2. Nicolas, 1521 bezeugt
        3. Pierre († vor 1527)
        4. Renée; ⚭ 24. Juni 1505 Jacques de Saint-Jouyn, Seigneur de Richemont
        5. Marie; ⚭ Bertrand Le Geay

      2. Bertrand, Malteserordensritter
      3. Jean
      4. Jeanne; ⚭ (Ehevertrag 10. September 1482) Mathurin Ganes, Seigneur de Montdidier
      5. Jacquette; ⚭ (Ehevertrag 25. Oktober 1485) Hector de Lespinay, Seigneur de Ruaupercil

    2. Jeanne; ⚭ Guillaume de Rougemont, Seigneur de Vernay
    3. Jeanne und Marie
    4. Imblette; ⚭ (Ehevertrag 25. Juli 1443) Jean d’Artanet, Seigneur du Puy
    5. Josseline; ⚭ (Ehevertrag 5. Juli 1458) Hélion de La Motte, Seigneur de La Bertholière

  2. (1) Jeanne
  3. (1) Guaye; ⚭ (Ehevertrag 20. Dezember 1399) Aventin de Bez

### Die Marquis de Paulmy und Comtes de Dorée
1. René de Voyer (* 1539; † 26. April 1586), Vicomte de Paulmy et de La Roche-de-Gennes, Ritter der Orden des Königs, Bailli du Duché de Touraine; ⚭ 19. März 1580 Claude Turpin de Crissé – Vorfahren siehe oben
  1. Louis de Voyer (* 1581; † vor 14. Dezember 1651), Vicomte de Paulmy; ⚭ 7. Mai 1605 Françoise de Larsay († Oktober 1631)
    1. Jacques de Voyer († 26. Dezember 1674), Vicomte de La Roche de Gennes, Marquis de Paulmy; ⚭ 1638 Françoise de Beauvau (* 1621; † nach 22. Juni 1686)
      1. Jean Armand de Voyer (* 27. Juli 1640; † September 1674), Marquis de Paulmy; ⚭ 5. Juni 1660 Anne Radegonde de Mauroy († 20. Dezember 1719), sie heiratete in zweiter Ehe am 17. Mai 1685 François de Crussol, Comte d’Uzès et de Cuisieux
        1. Marie Anne (* um 1661; † kurz vor 16. Februar 1663)
        2. Marie Françoise Céleste (* 22. August 1662; † 12. Juni 1732), Erbin und Marquise von Paulmy; ⚭ 29. August 1689 Charles Yves Jacques du Plessis, Comte de La Rivière et de Ploeuc, Marquis de Paulmy (* 1. August 1662; † nach 1729)
        3. Séraphin Jean Armand (* wohl 1673; † 1688, 15 Jahre alt), Marquis de Paulmy

      2. Gabriel († 16. Dezember 1675), Prior von Broquiers
      3. Marc-Antoine (* 20. Januar 1654; † 24. September 1700), Malteserordensritter
      4. Louis Basile Alexandre (* 7. März 1659), genannt l’Abbé de Paulmy
      5. Jacques, 1658 Malteserordensritter, 1709 Kommandeur von Fretay
      6. René (* kurz vor 23. Mai 1644; † 9. Januar 1709), Comte de Paulmy et de Boizé; ⚭ Marie Anne, Prinzessin von Württemberg
      7. Madeleine (* kurz vor 22. August 1645)
      8. Marie Françoise und Louise, Nonnen

    2. François († 1540), Seigneur et Baron de Boizé
    3. Gabriel († 11. Oktober 1682), Seigneur de Ciran, 7. Februar 1666 Bischof von Rodez
    4. René († 1665), Seigneur de Dorée; ⚭ um 1649 Diane Marie Joubert (* 1625; † 22. April 1683 in Versailles), Dame de Chaillonnay, Gouvernante des Enfants naturels du Roi et de Madame de Montespan
      1. Marie Angélique (* um 1645;† 17. Oktober 1724), Gouvernante des Enfants naturels du Roi et de Madame de Montespan; ⚭ 18. Januar 1683 Antoine Michel Tambonneau, Botschafter in der Schweiz (* um 1632; † 3. November 1719)
      2. René (~ 5. Juni 1650; bestattet 14. April 1652)
      3. Françoise-Thérèse (* um 1650; † 1712), genannt Mademoiselle de Dorée, hatte eine kurze Liaison mit Ludwig XIV.; ⚭ um 1689 Louis de Guitaut, Comte de Comminges, Seigneur de La Réole (* 1654; † 21. Mai 1712)
      4. Marie (~ 25. März 1653; † 16. Januar 1671); ⚭ 24. Mai 1670 Jean Louis Boscal de Reals, Baron, dann Comte de Mornac en Saintonge (* 10. Juli 1641; † nach 1692)
      5. Louis Joseph (~ 21. März 1655; † 11. August 1674 in der Schlacht bei Seneffe), genannt le Comte de Dorée
      6. Marie Anne (~ 13. Mai 1659)
      7. Madeleine († im Couvent de Bellechasse)
      8. Alexandre Benoît (~ 9. November 1665; † 1720), genannt l’Abbé de Dorée, Seigneur de Chaillonay

    5. Hardouin, Malteserordensritter, Kommandeur von Chenailles und La Guerche
    6. Léonore († 26. September 1654); ⚭ 4. Dezember 1629 Léonor Barjot de Roncé, Baron de Moussy († 9. Dezember 1644)

### Die Comtes und Marquis d’Argenson
1. Pierre Voyer († 22. Dezember 1616), Seigneur de La Ballotière, dann Seigneur d’Argenson, Bailli du Duché de Touraine; ⚭ 14. Februar 1594 Elisabeth Hurault († 30. Mai 1645), Tochter von Jean Hurault, Seigneur de Cheverny, und Catherine Allegrain de Valençay – Vorfahren siehe oben
  1. René de Voyer d’Argenson (* 21. November 1596; † 14. Juli 1651 in Venedig), Seigneur d’Argenson, Botschafter in Venedig; ⚭ 17. Februar 1622 Hélène de La Font (* wohl 1602; † 9. Februar 1638, 35 Jahre alt), Tochter von Barthélemy de La Font, königlicher Sekretär, und Madeleine de Patras
    1. René II. (* 13. Dezember 1623 in Blois; † Mai 1700), Seigneur d’Argenson, Botschafter in Venedig; ⚭ 8. Mai 1650 Marguerite Houllier (* 27. August 1630), Tochter von Hélie Houllier, Seigneur de La Poyade, und Catherine de Paris
      1. Marc René (4. November 1652 in Venedig; † 8. Mai 1721), 1. Marquis d’Argenson, 28. Januar 1718 Garde des Sceaux de France; ⚭ 14. Januar 1693 Marguerite Le Fèvre de Caumartin (* 3. Mai 1672; † 1. August 1719)
        1. Catherine Madeleine Marguerite (* 13. Oktober 1693; † 27. November 1735); ⚭ 12. August 1715 Thomas le Gendre de Collandre, Seigneur de Gaille-Fontaine (* 1673; † 1. März 1738)
        2. René Louis (* 18. Oktober 1694; † 26. Januar 1757), 2. Marquis d‘Argenson, Vicomte de Mouzé, Kanzler, Garde des Sceaux, Botschafter in Portugal, Außenminister; ⚭ (Ehevertrag 23. und 30. November 1718) Marie-Madeleine Françoise Méliand (* 24. Januar 1704), Tochter von Antoine François Méliand und Marie Le Bret
          1. Antoine René (* 22. November 1722; † 13. August 1787) dit le Marquis de Paulmy, 1748 Mitglied der Académie Française, Botschafter in der Schweiz, Kriegsminister, Grand Bailli de Touraine; ⚭ (1) 1744 Anne Louise Jacquette Dangé (* 20. Dezember 1723; † 11. Juli 1745); ⚭ (2) 21. April 1748 Suzanne Marguerite Fyot, Tochter von Claude Philibert Fyot, Seigneur de La Marche, und Jeanne Marguerite Baillet
            1. (2) Madeleine Suzanne oder Adélaide Geneviève (* 25. Januar 1752 in Dijon; † 22. März 1813 Altona); ⚭ 9. April 1771 Anne Charles Sigismond de Montmorency, 10. Duc de Piney, 4. Duc de Chatillon (* 15. Oktober 1737; † 13. Oktober 1803 in Lissabon) (Stammliste der Montmorency)

          2. Marie-Madeleine Catherine (* 25. November 1724; † 1768); ⚭ 11. März 1745 Marc Yves Desmarets, Comte de Maillebois (* 3. August 1715; † 17. Dezember 1791 in Lüttich) Lieutenant-général des Armées du Roi (Desmarets)

        3. Marc Pierre (* 16. August 1696; † 22. August 1764), Comte d‘Argenson, Kriegsminister; ⚭ 24. Mai 1719 Anne Larcher (* 6. März 1706; † 14. April 1764), Tochter von Pierre Larcher, Seigneur de Pocancy, und Anne Thérèse Hébert du Buc
          1. Marc René (* 20. September 1722; † 18. September 1782), dit le Marquis de Voyer, Comte de Paulmy, Lieutenant-général des Armées du Roi, Gouverneur von Schloss Vincennes; ⚭ 10. Januar 1747 Jeanne Marie Constance de Mailly (* 12. Dezember 1734; † 15. September 1783) Tochter von Augustin-Joseph de Mailly, Comte de Mailly, und Constance Colbert de Torcy
            1. Marie Marc Aline (* 14. Juli 1764; † 17. Januar 1842); ⚭ Paul Hippolyte de Murat (* 10. Januar 1768)
            2. Marc René (* 10. September 1771; † 1. August 1842), 4. Marquis d’Argenson; ⚭ 1796 Sophie de Rosen-Kleinroop (* 16. März 1764; † 31. Oktober 1828)[1] – Nachkommen siehe unten (19./20. Jahrhundert (Auszug))

          2. Louis Auguste (* 13. Februar 1725), Malteserordensritter

      2. Antoinette Catherine (* 28. Januar 1654 in Venedig); ⚭ 17. Mai 1667 Louis II. de Valori, Seigneur d’Estilly
      3. Françoise (* 12. Mai 1655 in Venedig; † Januar 1656)
      4. François Hélie (* 22. September 1656 in Paris; † 25. Oktober 1728 in Bordeaux), 15. April 1702 Bischof von Dol, 12. Januar 1715 Erzbischof von Embrun, 8. Mai 1719 Erzbischof von Bordeaux
      5. Thérèse Hélène (* 11. April 1659 in Paris; † 26. Oktober 1662)
      6. Marie Scholastique (* 10. Februar 1661), vor 1682 Nonne in Angoulême
      7. Joseph Ignace (* 30. Dezember 1662), 1666 Malteserordensritter

    2. Louis (~ 16. Januar 1625; † 13. Januar 1694), Prior von Saint-Sépulcre d’Allemagne, 6. Oktober 1639 Abt von La Sainte-Trinité de Beaulieu, 1651 Prévôt von Saint-Laurent de Parthenay, 16. Mai 1671 Prior von Notre-Dame de Rouen, 21. Oktober 1671 Doyen an Saint-Germain-l’Auxerrois
    3. Pierre (~ 19. November 1626; nach 1709), dit le Vicomte d’Argenson, Seigneur de Chastre, Vicomte de Mouzé, 25. März 1636 geistlich, dann wieder weltlich, 1643 Bailli von Touraine, Generalgouverneur von Neufrankreich (Gouverneur de toute l’entendue du fleuve Saint-Laurent), testiert 9. April 1709
    4. Madeleine (~ 8. Mai 1629); ⚭ (Ehevertrag 15. Mai 1645) Jean de Bernage, Seigneur d’Avrigny, Conseiller au Grand Conseil († Juni 1689)
    5. Claude (~ 20. September 1632; † 24. September 1632)
    6. Jacques (~ 18. Februar 1634 in Saint-André-des-Arts in Paris; † 14. Juni 1715) dit l’Abbé d’Argenson, Prior von Saint-Nicolas
    7. Angélique (~ 22. Oktober 1637; † jung)

  2. Claude, geistlich, 1629/48 bezeugt
  3. Francois († 25. Dezember 1616, 3 Tage nach seinem Vater)
  4. Marie († 2. Juni 1628)
  5. Elisabeth († jung)

## 19./20. Jahrhundert (Auszug)
- Marc René (* 10. September 1771; † 1. August 1842), 4. Marquis d’Argenson; ⚭ 1796 Sophie de Rosen-Kleinroop (* 16. März 1764; † 31. Oktober 1828) – Vorfahren siehe oben
- René (* 20. April 1796; † 31. Juli 1862), dessen Sohn, 5. Marquis d’Argenson; ⚭ Anna Marie Faure
- Marc René (* 2. Juni 1836; † 11. Juli 1879), dessen Sohn, 6. Marquis d’Argenson; ⚭ 2. Februar 1875 Elisabeth d’Argout - Nachkommen